# VIA Rail Canada

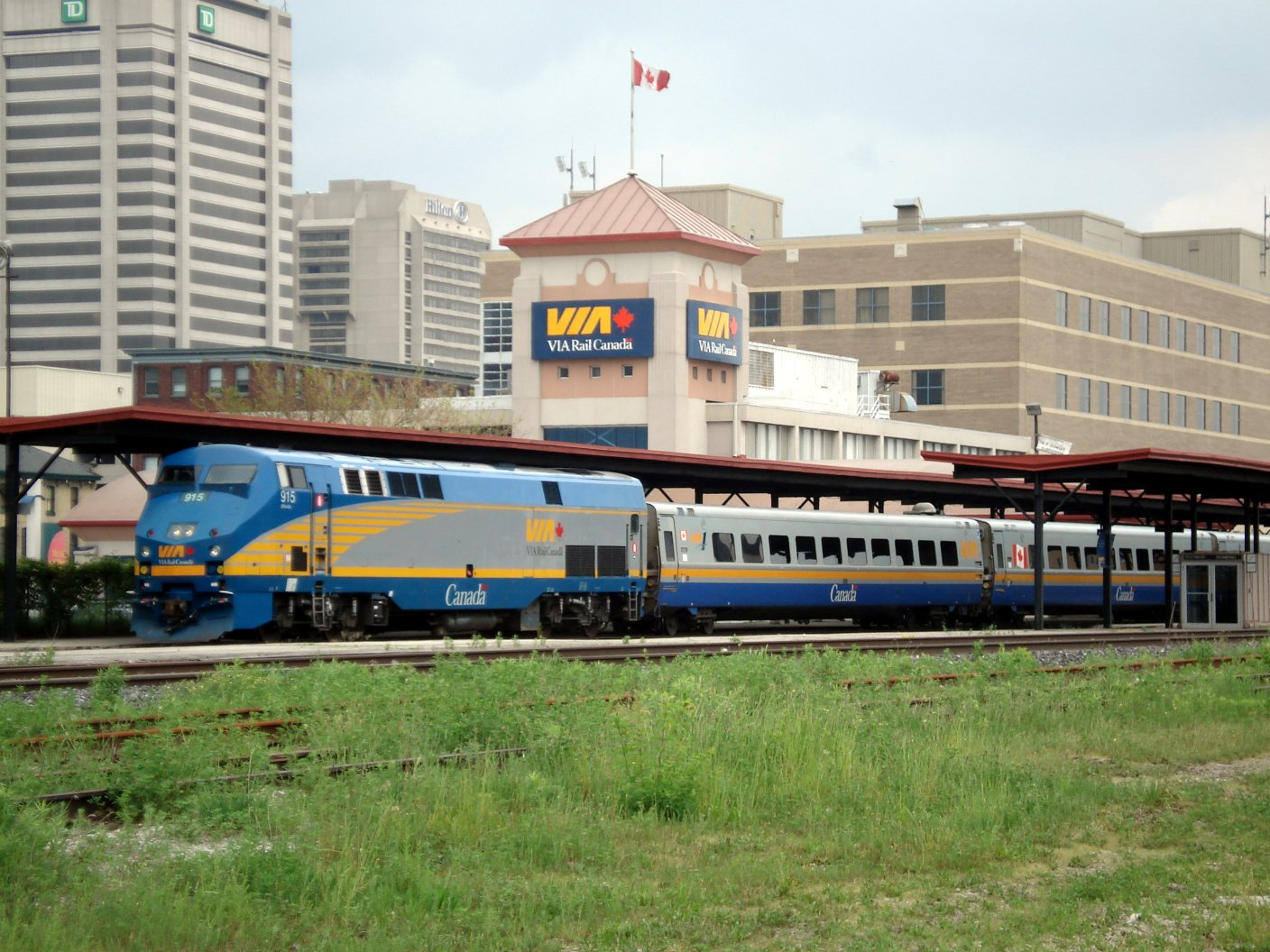
Via-Rail-Zug in London (Ontario)

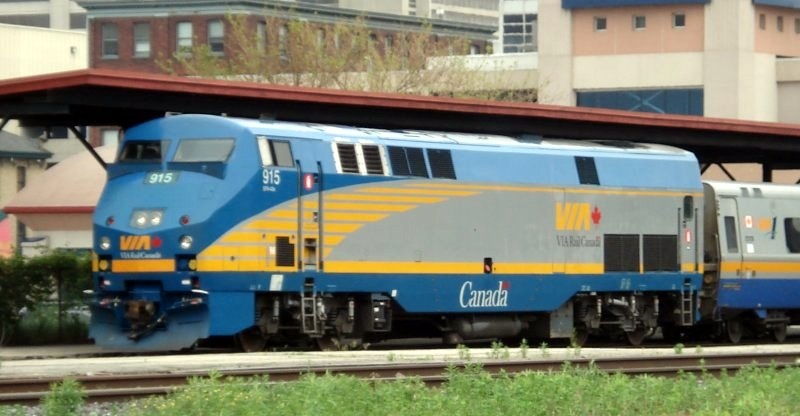
General Electric P 42-Diesel der VIA in London (Ontario)

VIA Rail Canada (auch als VIA Rail oder VIA bezeichnet) ist die staatliche Eisenbahngesellschaft Kanadas für den Personenfernverkehr mit Sitz in Montréal. VIA Rail unterhält Zugverbindungen in acht Provinzen (ausgenommen Neufundland und Labrador sowie Prince Edward Island) vom Atlantik bis zum Pazifik und von den Großen Seen bis zur Hudson Bay.
Seit ihrer Gründung im Jahr 1977 konnte VIA Rail keine wirtschaftliche Unabhängigkeit erreichen und ist auf dauerhafte Subventionszahlungen angewiesen.

## Verkehrsleistung
VIA Rail leistet, nach dem Pandemiebedingten Einbruch in den Jahren 2020 und 2021, zum Ende des Berichtsjahres 2022 wieder ca. 328 Zugfahrten pro Woche. Im Jahr 2023 beträgt die Verkehrsleistung ca. 370 Zugfahrten pro Woche. Im Jahr 2024 wurden ca. 419 Fahrten in der Woche angeboten und 102 Bahnhöfe in Kanada bedient. Die Zugflotte umfasst 70 Lokomotiven und 351 Personenwagen.
| Jahr | Zugkilometer in Mio. | Passagiere in Mio. | Personenkilometer in Mio. |
| ---- | -------------------- | ------------------ | ------------------------- |
| 1999 | 10,4                 | 3,57               | 1.424,3                   |
| 2000 | 10,7                 | 3,80               | 1.454,8                   |
| 2001 | 10,7                 | 3,87               | 1.482,2                   |
| 2002 | 10,9                 | 3,98               | 1.525,7                   |
| 2003 | 10,9                 | 3,79               | 1.379,2                   |
| 2004 | 10,9                 | 3,89               | 1.369,6                   |
| 2005 | 10,8                 | 4,10               | 1.429,1                   |
| 2006 | 10,7                 | 4,09               | 1.407,6                   |
| 2007 | 10,7                 | 4,18               | 1.407,6                   |
| 2008 | 10,9                 | 4,61               | 1.530,5                   |
| 2009 | 10,7                 | 4,23               | 1.379,2                   |
| 2010 | 10,7                 | 4,15               | 1.361,5                   |
| 2011 | 10,6                 | 4,13               | 1.369,6                   |
| 2012 | 10,4                 | 3,92               | 1.342,2                   |
| 2013 | 10,0                 | 3,89               | 1.338,9                   |
| 2014 | 09,1                 | 3,80               | 1.300,3                   |
| 2015 | 10,2                 | 3,80               | 1.322,8                   |
| 2016 | 10,5                 | 3,97               | 1.380,8                   |
| 2017 | 10,8                 | 4,39               | 1.535,3                   |
| 2018 | 10,9                 | 4,74               | 1.596,5                   |
| 2019 | 11,1                 | 5,00               | 1.679,8                   |
| 2020 | 04,6                 | 1,14               | 0.365,3                   |
| 2021 | 05,9                 | 1,51               | 0.526,3                   |
| 2022 | 08,7                 | 3,30               | 1.205,4                   |
| 2023 | 10,2                 | 4,11               | 1.464,5                   |
| 2024 | 10,7                 | 4,39               | 1.556,2                   |

Der überwiegende Anteil der Verkehrsleistung entfällt dabei auf den Intercity-Verkehr im Québec-Windsor-Korridor (95 % des Passagieraufkommens und 81 % der Einnahmen; Stand 2024).

## Streckennetz

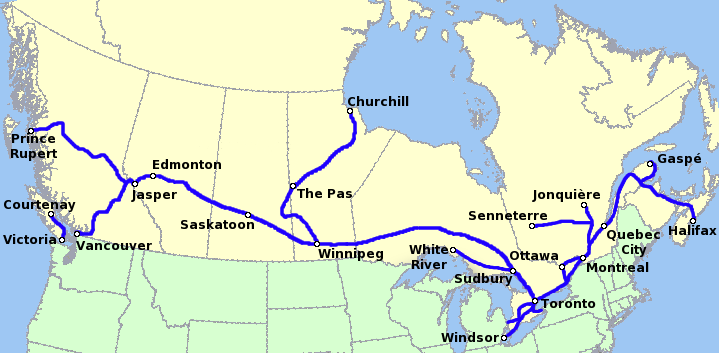
Bahnnetz der ViaRail

VIA Rail verkehrt auf rund 12.500 Kilometern Strecke und nutzt dabei hauptsächlich die Gleisanlagen von zehn verschiedenen Eisenbahnunternehmen. Lediglich auf 2 % der Strecke, also etwa auf 250 Kilometern, verkehren die Züge auf Gleisanlagen, die VIA selber gehören. VIA Rail hat daher nur beschränkten Einfluss auf Pünktlichkeit, konsequente Ausrichtung der Fahrpläne an die Nachfrage nach Personenverkehrsleistungen sowie auf die Verkürzung von Reisezeiten.
Täglicher Zugverkehr wird von VIA Rail nur im Québec-Windsor-Korridor angeboten.

### Korridorzüge

Karte der Korridor-Verbindungen

Diese Züge fahren als tägliche InterCity-Verbindungen zwischen den größeren Städten des Korridors. Sie verfügen üblicherweise über Wagen der Economy- und Business-Klasse und halten an allen oder ausgewählten Bahnhöfen der jeweiligen Strecke.
| Strecke                          | Streckenlänge | Zugfrequenz montags bis freitags | Zugfrequenz samstags | Zugfrequenz sonntags | Bemerkungen                             |
| -------------------------------- | ------------- | -------------------------------- | -------------------- | -------------------- | --------------------------------------- |
| Québec–Montreal                  | 272 km        | 5                                | 3                    | 3                    |                                         |
| Montreal–Ottawa                  | 187 km        | 6–7                              | 3–4                  | 5                    |                                         |
| Montreal–Kingston–Toronto        | 539 km        | 5–6                              | 4                    | 5                    |                                         |
| Ottawa–Kingston–Toronto          | 446 km        | 7                                | 4                    | 5                    |                                         |
| Toronto–Kitchener–London–Sarnia  | 290 km        | 1–2                              | 1–2                  | 1–2                  |                                         |
| Toronto–Aldershot–London–Windsor | 359 km        | 4–5                              | 3–4                  | 3–4                  |                                         |
| Toronto–Aldershot–Niagara Falls  | 132 km        | 1                                | 1                    | 1                    | verkehrt nach/von New York City (s. u.) |

### Touristische Verbindungen

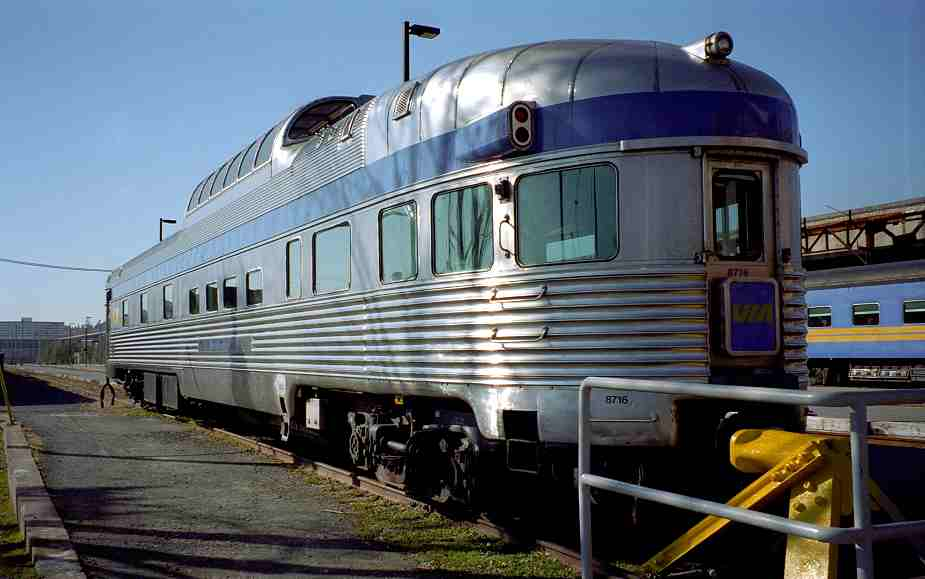
Aussichtswagen (Dome) für das Ende von Zügen der Silver & Blue Class (Halifax NS, Kanada)

Diese Züge verkehren als Nachtzüge an ausgewählten Tagen der Woche. Sie sind mehr auf Touristen als auf Geschäftsreisende ausgerichtet und in der Regel teurer und langsamer als entsprechende Flugverbindungen.
| Strecke                                    | Streckenlänge | Zugfrequenz pro Woche | Bemerkungen |
| ------------------------------------------ | ------------- | --------------------- | --- |
| Halifax–Montreal                           | 1.245 km      | 3                     | Nachtzug, Zugname: The Ocean/L’Océan Matapédia–Montreal mit Zug Gaspé–Montreal vereinigt                                                                            |
| Gaspé–Montreal                             | 1.047 km      | 3                     | Nachtzug Matapédia–Montreal mit The Ocean Halifax–Montreal vereinigt (wegen Oberbaumängeln seit 2011 Busersatzverkehr und seit September 2013 komplett eingestellt) |
| Toronto–Winnipeg–Edmonton–Jasper–Vancouver | 4.466 km      | 2–3                   | Nachtzug, Zugname: The Canadian |

### Regionale Verbindungen
VIA Rail ist verpflichtet, diese Verbindungen zu bedienen, da sie sonst nur schwer zu erreichende Siedlungen erschließen. Üblicherweise werden nur Economy-Class-Wagen geführt. Als Besonderheit halten einige dieser Züge bei Bedarf auf freier Strecke, um Passagiere oder Güter aufzunehmen oder abzusetzen.
| Strecke                            | Streckenlänge | Zugfrequenz pro Woche | Bemerkungen |
| ---------------------------------- | ------------- | --------------------- | --- |
| Jonquière–Montreal                 | 510 km        | 3                     | Hervey–Montreal mit Zug Senneterre–Montreal vereinigt |
| Senneterre–Montreal                | 717 km        | 3                     | Hervey–Montreal mit Zug Jonquière–Montreal vereinigt |
| Winnipeg–The Pas–Churchill         | 1.697 km      | 3                     | Nachtzug, 2-mal pro Woche Winnipeg–Churchill, einmal pro Woche zusätzlich The Pas–Churchill                                                                            |
| Jasper–Prince George–Prince Rupert | 1.160 km      | 3                     | die Abschnitte Jasper–Prince George und Prince George–Prince Rupert werden an zwei jeweils aufeinanderfolgenden Tagen bedient, ehemaliger Zugname bis 2009: The Skeena |
| Sudbury–White River                | 484 km        | 3                     | |
| The Pas–Pukatawagan                | 251 km        | 2                     | Wird von Keewatin Railway Company betrieben |
| Victoria–Courtenay                 | 225 km        | –                     | wegen Streckenschäden außer Betrieb |

Der grenzüberschreitende Zug The Maple Leaf Toronto–Niagara Falls–New York City wird gemeinsam mit der US-amerikanischen Bahngesellschaft Amtrak betrieben. Die weiteren grenzüberschreitenden Zugverbindungen Adirondack Montreal–New York City (einmal täglich) und Cascades Vancouver–Seattle (zweimal täglich) bedient Amtrak allein.

## Fahrzeuge
VIA Rail setzt Diesellokomotiven folgender Baureihen ein.
| Baureihe               | Anzahl | Einsatzzeit bei VIA | Einsatzort  | Bemerkungen |
| ---------------------- | ------ | ------------------- | ----------- | --- |
| EMD F40PH-2            | 53     | seit 1987           | Fernverkehr | Eine F40PH ist als Zugmaschine des Canadian-Reisezuges auf der Rückseite der kanadischen Zehn-Dollar-Banknote (Serie „Innovation“ von 2011) abgebildet. |
| GE P42DC Genesis       | 21     | seit 2001           | Corridor    | Die P42DC ersetzten die LRC-Züge. |
| EMD SW1000             | 2      | seit 1978           | Rangierlok  | |
| Siemens SCV-42 Charger | 32     | ab 2022             | Corridor    | Die Auslieferung erfolgt als Zug mit fünf passenden Wagen. Ende 2023 waren 22 Zugeinheiten im Einsatz.                                                  |

## Geschichte
Analog der Entwicklung in den USA fuhren auch in Kanada seit den 1960er Jahren die beiden Eisenbahngesellschaften Canadian Pacific Railway (CP) und Canadian National Railway (CN) mit ihren Personenzügen Verluste ein. 1966 wurde deshalb mit dem National Transportation Act (NTA) eine Subventionierung der Personenzüge beschlossen. Trotz einer Förderung von bis zu 80 Prozent blieb der Personenverkehr defizitär. Deshalb wurde im Januar 1976 beschlossen, künftig 100 Prozent der Verluste durch den Staat abzudecken. Unter dem Logo VIA CN präsentierte die Canadian National Railway kurz darauf ihr neues Angebot. Die beiden Gesellschaften CP und CN versuchten im Folgejahr, ihr Angebot zu koordinieren. Da diese Bemühungen relativ ergebnislos verliefen, gründete die Regierung 1977 die CN-Tochter VIA Rail Canada, in deren Aufsichtsrat auch die CP präsent sein sollte. Da sich die Zusammenarbeit auch damit nicht verbesserte, wurde am 31. März 1978 VIA Rail Canada in eine Crown Corporation umgewandelt, wodurch das Unternehmen der Regierung direkt unterstand. In der Folge kaufte VIA Rail von CP und CN das notwendige Personenzugequipment.

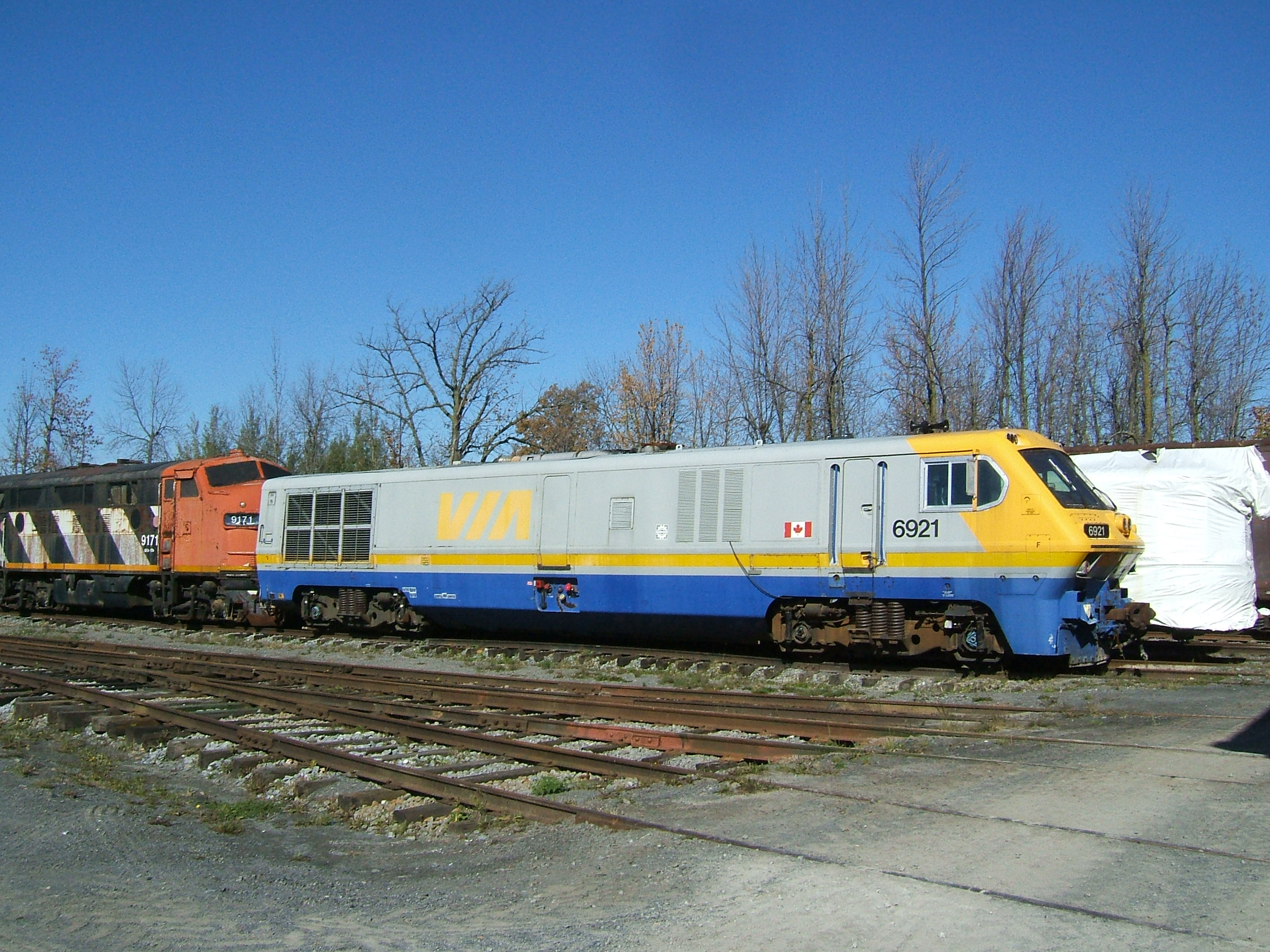
MLW LRC-Triebkopf

In den folgenden Jahren wurden zahlreiche Zugverbindungen gestrichen, aber auch neues Zugmaterial erworben. So beschaffte VIA Rail zwischen 1977 und 1981 die so genannten LRC-Züge, die mehr Komfort als die bisher verwendeten Wagenparks der TurboTrains bieten sollten. Bis Ende der 1980er Jahre flossen genug staatliche Mittel, so dass die Gesellschaft auch ins Tourismusgeschäft einsteigen konnte.
Am 8. Februar 1986 ereignete sich bei einem Zusammenstoß zweier Züge bei Hinton (Alberta) mit 23 Todesopfern der bisher schwerste Zugunfall in der Geschichte von VIA Rail.
Mit einem 1989 verordneten Sparkurs wurden die staatlichen Zuschüsse um 50 Prozent reduziert, was zur Streichung von mehr als der Hälfte der Züge und zum Rückgang von über 45 Prozent des Passagieraufkommens bis zum Jahr 1990 führte. In den Folgejahren konnte das Passagieraufkommen zwischen 3,5 und 4,0 Millionen stabilisiert und anschließend leicht gesteigert werden.
Im Jahre 2000 wurde ein jährlicher Zuschuss von 170 Millionen kanadischen Dollar festgeschrieben sowie ein Fünfjahrplan für Investitionen von 400 Millionen Dollar beschlossen. Damit war es VIA Rail möglich, moderne Lokomotiven der Baureihe P 42 von General Electric sowie neue Waggons zu erwerben. Diese 139 Wagen waren eigentlich für den Eurotunnel-Verkehr Deutschland–Großbritannien vorgesehen, wurden aber nie dafür eingesetzt. Die VIA erwarb die Wagen 2001 und richtete sie für ihre Zwecke unter der Typenbezeichnung „Renaissance“ her. Einsatzschwerpunkte sind der Nachtexpress The Ocean/L’ Océan und bisher mit LRC-Material gefahrene Korridorzüge.
Seit 1989 wurden mehrere Studien zur Errichtung von Hochgeschwindigkeitsschienenverkehren im Quebec-Windsor-Korridor erarbeitet, eine Umsetzung ist bisher an der Finanzierung gescheitert.
2009 wurden die bisher verwendeten Zugnamen aufgegeben und durch Streckenbezeichnungen ersetzt. Nur The Canadian/Le Canadien und The Ocean/L’Océan behielten ihre traditionellen Namen.
Am 25. Februar 2012 verunglückte in Burlington (Ontario) ein Personenzug von Niagara Falls nach Toronto. Dabei kamen drei Menschen ums Leben, 45 weitere wurden verletzt.
Im September 2013 kamen bei einem Zusammenstoß eines Via-Rail-Zugs mit einem Bus der OC Transpo in Ottawa nahe dem Bahnhof Fallowfield sechs Businsassen ums Leben, während im Zug trotz Entgleisung niemand zu Schaden kam.
Im Mai 2017 musste der Zugverkehr zwischen Gillam und Churchill wegen Unterspülungen der Hudson Bay Railway unterbrochen werden. Als Folge der unbefahrbaren Strecke wurde eine Zuggarnitur bestehend aus zwei Lokomotiven und fünf Wagen in Churchill eingeschlossen. Da nicht absehbar war, wann die Strecke wieder befahren werden konnte und der Winter nahte, wurde diese Garnitur im Oktober auf ein Schiff verladen und ins Instandhaltungswerk Montreal gebracht. Der Personenverkehr konnte nach Instandsetzung der Strecke am 2. Dezember 2018 wieder aufgenommen werden.
Im Haushalt 2018 werden Mittel bereitgestellt, damit Via Rail das Zugmaterial der Korridor-Verbindungen erneuern kann. Es sollen 32 dieselbetriebene, für Wendezugbetrieb geeignete Zugeinheiten beschafft werden. Eine spätere Zusatzausrüstung für elektrischen Betrieb soll möglich sein. Die Indienststellung soll ab 2022 erfolgen. Im Dezember 2018 wurde der Auftrag an Siemens vergeben. Die Zugeinheiten werden mit Lokomotiven vom Typ Siemens Charger ausgerüstet.
Im November 2021 präsentierte Via Rail im Bahnhof Ottawa einen der neue Züge der Presse.
Im Februar 2020 blockierten Angehörige des Mohawk Stamms aus Protest gegen die Coastal GasLink Pipeline Gleise der CN in Ontario. Dies führte zu Zugausfällen und schließlich am 13. Februar – auf Anweisung der CN – zur kompletten Einstellung des Betriebs von VIA Rail (mit Ausnahme der Abschnitte Sudbury-White River und Churchill-The Pas). Ab dem 20. Februar konnte der Betrieb schrittweise wieder aufgenommen werden. Ab dem 8. März wurde wieder das volle Betriebsprogramm gefahren. Eingestellt blieb der Verkehr zwischen Prince Rupert-Prince George-Jasper.
Ab März 2020 führte die COVID-19-Pandemie zu Einschränkungen des Betriebs. Als erstes wurden die Nachtzüge Canadian und Ocean gestrichen. Es folgten weitere Angebotsreduzierungen auf anderen Strecken. Im Korridor wurden nur noch einzelne Zugpaare auf den Linien angeboten (Reduktion des Angebots auf 18 %). Der Maple Leaf wurde komplett eingestellt und die regionalen Verbindungen auf einmal wöchentlich reduziert.
Im zweiten und dritten Quartal wurde der Korridorverkehr schrittweise ausgeweitet auf etwa 48 % des normalen Angebots. Der Betrieb des Ocean und des Maple Leaf wurde 2020 nicht wieder aufgenommen. Beim Canadian erfolgte ab dem 11. Dezember ein teilweiser Neustart mit einem wöchentlichen Zugpaar zwischen Winnipeg und Vancouver.
Seit dem 17. Mai 2021 verkehrt der Canadian wieder auf der gesamten Strecke mit einem wöchentlichen Zugpaar zwischen Vancouver und Toronto.
Seit dem 11. August 2021 hat der Ocean den Betrieb mit einem Zugpaar pro Woche wieder aufgenommen. Ab dem 8. Dezember 2021 kam ein zweites Zugpaar hinzu.
Seit Juni 2022 verkehren die regionalen Verbindungen und der Ocean wieder mit dem Regelangebot. Auch bei den Korridorzügen wurde das Angebot weiter aufgestockt. Beim Canadien bleibt es vorerst bei zwei Zugpaaren pro Woche. Am 27. Juni 2022 nahmen Amtrak und Via Rail den Betrieb des Maple Leaf wieder auf.